# Districtul Boumedfaa
Boumedfaa este un district din provincia Aïn Defla, Algeria.